# 連振宇
連振宇（1982年11月6日—），生於臺灣宜蘭縣宜蘭市，創二代企業家，畢業於臺灣嶺東科技大學工學碩士；現任寧波綺色佳金屬製品有限公司及寧波連鴻電子科技有限公司總經理。2018年自行創業成立寧波連鴻電子科技有限公司，致力於智能家居產品開發銷售，也開始接受中國大陸以及台灣各大新聞媒體專訪。。

## 人物簡介
連振宇是寧波綺色佳金屬製品有限公司和寧波連鴻電子科技有限公司創始人，從事新型家居用品產業，主打智能家居產品。

## 人物經歷
2018年7月6日，連振宇創辦的連鴻電子科技有限公司入駐海峽兩岸青年創業基地。連振宇表示：“寧波創業氛圍好，智能製造和創新實力強，希望能幫助企業實現跨越發展。基地也正幫助該企業申請智能家居方面的發明專利和實用新型專利。”
2018年9月22日，連振宇出席由中國國民黨主辦的“大陸台商中秋聯歡晚會”。連振宇表示，大陸系列惠台措施覆蓋範圍廣泛，各地政策落實也非常到位。 2009年開始到浙江寧波發展，見證了大陸的繁榮進步。 “惠台措施尤其是居住證為我們在大陸工作、生活帶來很多便利。”

## 人物觀點
對於現在的台灣年輕人或是大學生們，連振宇表示：“雖然在台灣、在家中習慣而舒適，但是還是應該走出去，多走向世界和兩岸三地看看外面。不同的地方，不同的社會發展，就有不同的環境和文化，不同的商業經濟模式和市場，這些都是很吸引人和具挑戰性的!建議台生不妨可以找尋到大陸交換學習或是實習的機會，讓自己走出去，到陌生和不同的環境，可能學習更多，吸收、成長更快!而有興趣在大陸創業的台青，可以先在想要長久發展城市，透過工作或生活半年到1年的時間，一邊就業工作，一邊了解當地的人事物，深入了解當地情況並積累在地人脈，以及相關的行政或是財稅法條問題，再考慮實地去創業，畢竟知己知彼才能百戰百勝。”

## 外部連結
- 兩岸新視界-我的奮鬥故事 寧波台青連振宇”完整版.播放平台：Youtube. 2019-01-07
- 寧波綺色佳金屬製品有限公司網站 （页面存档备份，存于）